# 福井県道120号細呂木停車場北潟線
福井県道120号細呂木停車場北潟線（ふくいけんどう120ごう ほそろぎていしゃじょうきたがたせん）は福井県あわら市内にある一般県道である。

## 路線概要
国道305号と細呂木駅を結ぶ役割を担う路線である。同駅はあわら市北部において中心的な駅となっているためため、この路線の重要度を増す要因となっている。また、花菖蒲で有名な北潟湖を渡る橋があるため観光道路としても機能している。このほか、海岸部から内陸部へ向かう形となっているため、この各地の集落を結ぶという役割も兼ね備えている。

### 路線データ
- 起点：福井県あわら市滝
- 終点：福井県あわら市北潟

## 道路状況
起点から終点直前まで片側1車線に区間によっては歩道も持つ比較的高規格な道路である。しかし終点付近のみ狭窄し、センターラインがなくなるほどの狭路となる。また沿線にある北潟湖は花菖蒲の名所であるため、6月中旬 - 下旬のシーズンになると大勢の観光客で賑わう。

## 接続路線
- 国道305号（終点）
- 福井県道29号福井金津線（重複）
- 福井県道153号水口牛ノ谷線（起点）
- 福井県道166号北潟平山線（終点）

## 沿線
- ハピラインふくい線 細呂木駅
- 北潟湖
- 北潟湖畔花菖蒲園
- 蓮如上人旧跡